# أرمينو
أرمينو (تُكتب باللغة البيدمونتية واللمبردية: Armagn) هي بلدية في مقاطعة نفارة في منطقة بيمنتة الإيطالية، وتقع على بعد حوالي 100 كيلومتر (62 ميل) شمال شرق تورينو وعلى بعد حوالي 45 كيلومتر (28 ميل) شمال غرب نفارة.
ويحد أرمينو كلًا من البلديات التالية: أمينو وبروفيلو كاربوجنينو وكولازا وجينيازا وماسينو فيسكونتي ومياسينو ونيبيونو ، وأوميغا ،وبيتناسكو وبيزانو.

## روابط خارجية
- الموقع الرسمي